# 威爾斯親王徑
威爾斯親王徑（英語：Prince of Wales Drive；渥太華73號市道）是加拿大安大略省渥太華的一條道路。道路北段為沿麗都河西岸延伸的低速街道，南段原為16號公路（416號省道建成後降級）。
威爾斯親王徑是伊利沙伯女皇徑在柏斯頓街之外的延續。道路圍繞杜氏湖延伸，穿過中央實驗農場，然後到達迴旋處。向南至費沙路（Fisher Avenue）的車速限制為50每小時（31英里每小時），此時車速限制放寬至60每小時（37英里每小時）。道路於此處與狩獵會道有一個主要路口，往返尼平的乘客可經由這座橋跨過麗都河。
威爾斯親王徑沿麗都河延伸，經過巴哈文及馬諾提克。在夾澤克谷道（Jockvale Road）處以南，道路從河流流向轉為西南方向，通向北高爾，並在第四線道終止。
在416號省道建造之前，包括威爾斯親王徑在內的16號公路繼續向南延伸至加美邊界，進入美國紐約州聖羅倫斯縣。
2007年5月，渥京市府批准一項環境評估研究，內容涉及威爾斯親王徑未來從費沙路至胡道輝路路段的拓寬，從兩車道拓寬至四車道，以及該道路未來在巴哈文、馬諾提克及河畔南的擴建。

## 主要路口
- 柏斯頓街
- 基線道及希倫道（英语：Heron Road (Ottawa)）
- 草地徑及野豬背道
- 狩獵會道
- Fallowfield Road
- 瑪利谷道（英语：Merivale Road (Ottawa)）
- 士丹核徑（英语：Strandherd Drive）
- Longfields Drive
- Bankfield Road
- 第四線道（英语：Fourth Line Road）

## 外部連結

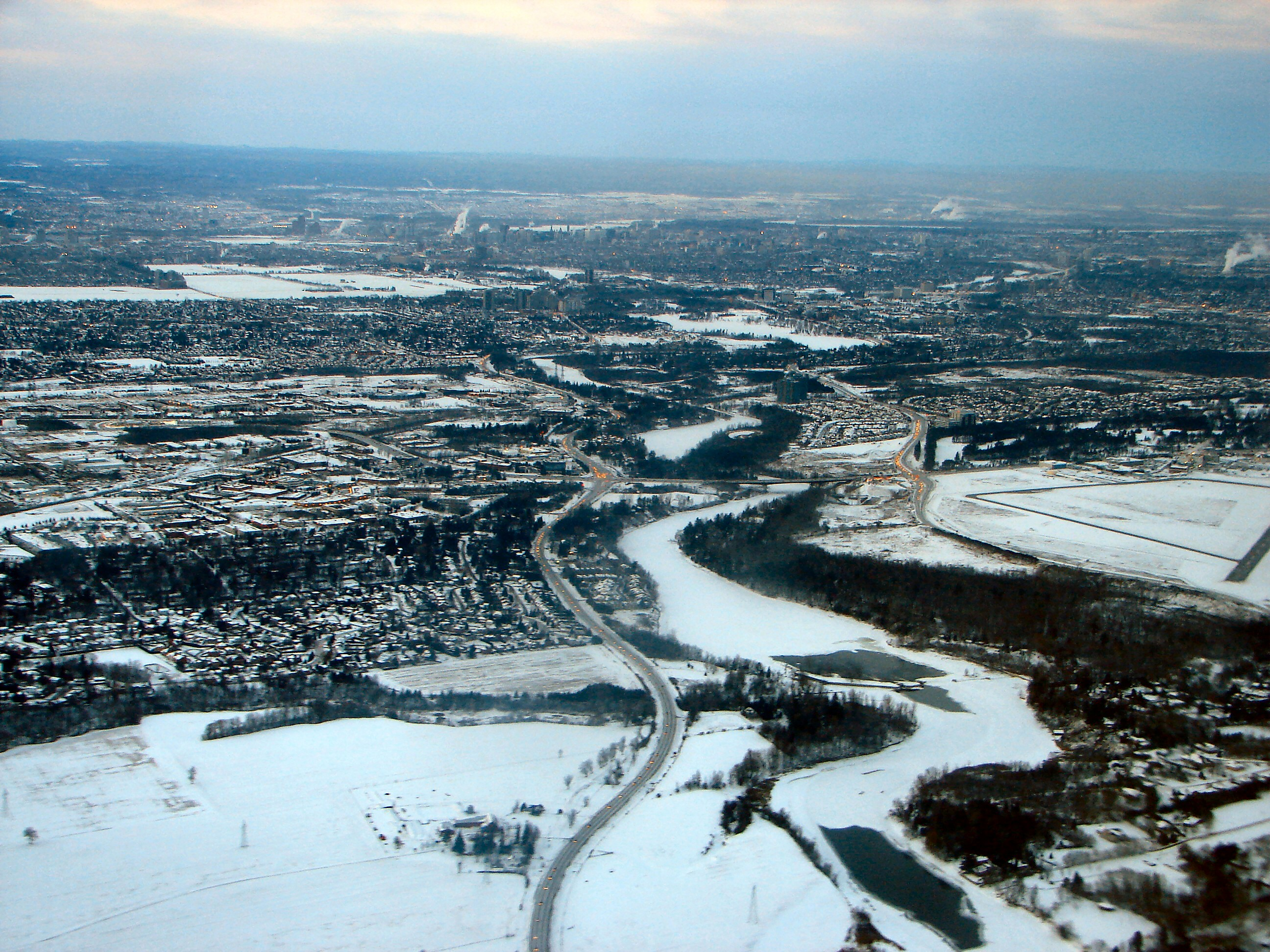
威爾斯親王徑雪景，攝於2007年初

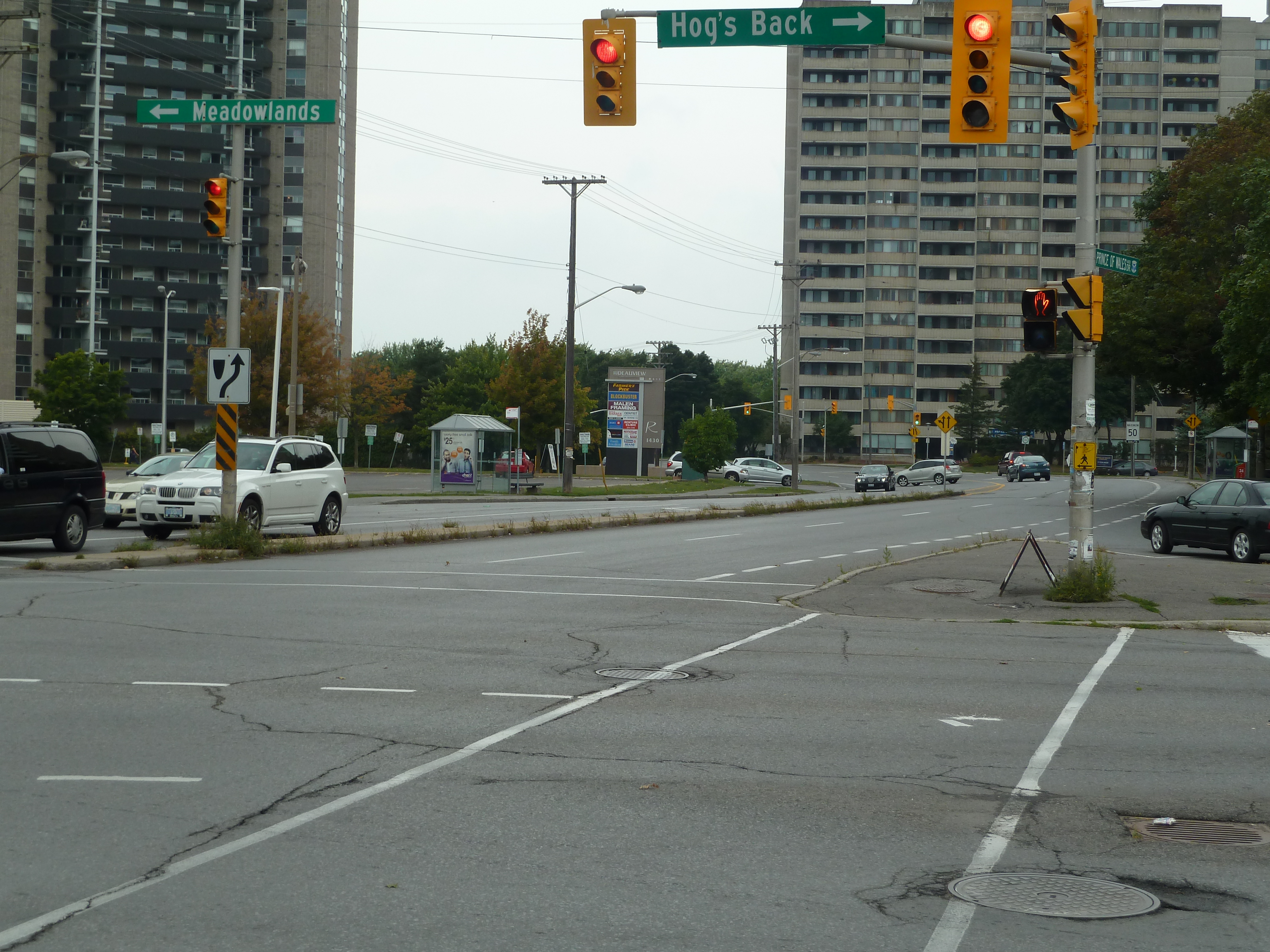
威爾斯親王徑夾野豬背道及草地徑，攝於2011年

- City of Ottawa page on future widening of Prince of Wales Drive （页面存档备份，存于）
- City Report Template on future widening project （页面存档备份，存于）
- Battle to widen Prince of Wales heats up